# Birgitta Jónsdóttir
O título deste artigo é um nome islandês, o sobrenome ou apelido é um patronímico ou matronímico, e não é um nome de família, essa pessoa é devidamente referido pelo nome próprio (neste caso) Birgitta.

Birgitta Jónsdóttir (Reykjavík, 17 de abril de 1967) é uma ativista, escritora e poetisa islandesa e membro do parlamento do Althing, o parlamento islandês, que representava o Movimento Cívico e d'O Movimento sendo agora representante do Partido Pirata.  O seu distrito é a Circunscrição do Sul de Reykjavík.. Ela foi eleita para o Parlamento islandês em abril de 2009 em nome de um movimento visando a reforma democrática além dos partidos políticos de esquerda e direita. Birgitta tem sido uma ativista e um porta-voz de diversos grupos, tais como Saving Iceland (Salve a Islândia) e "Amigos do Tibete", na Islândia. Atualmente, ela é uma porta-voz do site Wikileaks, em relação ao seu papel como co-produtora do vídeo Collateral Murder (Assassínio Colateral) publicado pelo Wikileaks. 

Presente em comissões parlamentares:

• Membro da Comissão Parlamentar de revisão sobre o relatório da SIC (Special Investigation Commission) desde 2009.

• Membro da Comissão do Meio Ambiente desde 2009.

• Membro da Comissão dos Negócios Estrangeiros desde 2009.

• Membro da delegação islandesa à Assembleia Parlamentar da NATO desde 2009.

## Vida e Carreira profissional
Nascida em Reykjavik, Birgitta além de poeta é escritora, artista, editora, publicadora, ativista e pioneira da internet. A sua primeira coleção da poesia foi publicada quando ela tinha 22 anos pela maior editora da Islândia, Almenna Bókafélagið, AB books, em 1989. Birgitta organizou "Arte contra a guerra", onde um número de artistas e poetas islandeses saíram para protestar contra a guerra no Iraque. Birgitta colocou pela primeira vez uma galeria de arte islandesa online, em 1996, para a Apple Shop na Islândia. Birgitta tem participado em vários projetos internacionais relacionados com a escrita e ativismo incluindo "Poetas Contra a Guerra", "O Diálogo Entre Nações por Meio da Poesia" e "Poetas pelos Direitos Humanos". Ela também editou e publicou dois livros internacionais: "The World Healing Book" e o "The Book of Hope", que contém os escritos de Lawrence Ferlinghetti, Rita Dove, Dalai Lama, o rabino Michael Lerner, John Kinsella, e Sigur Rós. Birgitta é uma fundadora da Beyond Borders Press e Radical Creations. Birgitta também faz parte da Rede Internacional de Parlamentares pelo Tibete (INPaT)

### Iniciativas de Liberdade de Imprensa
Ela é uma ativista voluntária pelo Wikileaks e teve um papel importante na exposição do vídeo do Assassínio Colateral. Ela também faz parte do movimento para tornar a Islândia um refúgio para a liberdade de imprensa e foi um dos patrocinadores da Iniciativa Islandesa para a Modernização dos Meios de Comunicação.
Em 18 de junho de 2010, (ela) disse a Brian Ross do ABC News, que "espera muito em breve" que o Wikileaks exponha um vídeo que vazou de um ataque aéreo dos EUA no Afeganistão.